# Membranoproliferative Glomerulonephritis Typ I
Die Membranoproliferative Glomerulonephritis Typ I ist die häufigste Form der Membranoproliferativen Glomerulonephritis.
Die Ablagerungen liegen zwischen Endothel und Basalmembran, im Gegensatz zum Typ III nicht auch zwischen Basalmembran und Podozyten.

## Ursache
Die Erkrankung kann idiopathisch oder aufgrund von Ablagerungen von Immunkomplexen in der Niere auftreten, häufig bei Hepatitis C, Systemischem Lupus erythematodes, chronischer Hepatitis B, subakuter bakterieller Endokarditis und infiziertem Shunt.

## Vorkommen
Frauen sind häufiger als Männer betroffen.

## Klinische Erscheinungen
Der Typ I mit nephrotischem Syndrom ist eine fortschreitende Erkrankung, die innerhalb von 10 Jahren bei der Hälfte der Betroffenen und innerhalb von 20 Jahren bei 90 % zu terminaler Niereninsuffizienz führt.
Weitere Autoimmunerkrankungen können assoziiert sein.

## Heilungsaussicht
Frühzeitige Diagnose und Behandlung spielen eine große Rolle für die Prognose bei Kindern.